# Jovens Turcos
Jovens Turcos (em turco: Jön Türkler, do francês Jeunes Turcs) era uma coalizão de diferentes grupos que tinham em comum o desejo de reformar o governo e a administração do Império Otomano. Através da revolução que ficou conhecida posteriormente como a "Revolução dos Jovens Turcos", o seu movimento acabou iniciando a chamada Segunda Era Constitucional da história da Turquia. A Primeira Era Constitucional, da década de 1870, fora caracterizada por iniciativas modernizantes do próprio regime, executadas sob pressão de um movimento mais antigo conhecido como Jovens Otomanos.
O movimento dos Jovens Turcos se iniciou em 1889, iniciando-se primeiro entre estudantes militares, e espalhando-se gradualmente para outros setores da população que se opunham à monarquia do sultão Abdulamide II. De certa forma foram os sucessores do movimento dos Jovens Otomanos. Com a fundação oficial do Comitê para a União e o Progresso, em 1906, partido político que atraiu a maioria dos Jovens Turcos, o movimento conseguiu construir uma rica tradição de contestação, que marcou a vida artística, intelectual e política do final do período otomano (incluindo seu declínio e dissolução).
A chegada ao poder, em 1908, deve ser entendida no contexto da Revolução Russa de 1905.
Os Três Paxás, pertencentes aos Jovens Turcos, governaram o império desde o Golpe de 1913 até ao fim da Primeira Guerra Mundial. Nesse período, os conteúdos otomanistas foram reforçados. O Holocausto dos armênios, em 1915, foi um resultado dessa política de homogeneização cultural.